# Ferrania Elioflex
La Ferrania Elioflex è una reflex biottica progettata e costruita da Ferrania in collaborazione con le Officine Galileo a partire dal 1950.

## Descrizione
La particolarità della Elioflex è che oltre ad avere il consueto mirino a pozzetto possiede anche un mirino a traguardo.
L'obbiettivo principale è un "Monog" 85 mm costruito dalle Officine Galileo, la messa a fuoco va da 2,2 m a infinito, la lente del mirino, invece, è a fuoco fisso.
Possiede, tra l'altro, i contatti per il sincro flash, una levetta per il blocco delle esposizioni e la filettatura per lo scatto remoto.